# Mesocoelopus leileri
Mesocoelopus leileri is een keversoort uit de familie klopkevers (Anobiidae). De wetenschappelijke naam van de soort is voor het eerst geldig gepubliceerd in 1976 door Israelson.